# María Clemencia de Santos
María Clemencia Rodríguez de Santos, född 28 december 1955 i Bucaramanga i Colombia, är en colombiansk grafisk designer. Hon var från 2010 till 2018 Colombias första dam, som andra fru till Juan Manuel Santos, Colombias 32:a president.
Rodríguez de Santos, som har tillnamnet "Tutina", är känd för sin klädstil. Hon omnämns ofta av olika webbplatser och modetidningar.